# 庄司哲郎
庄司 哲郎（しょうじ てつお、1966年12月26日 - ）は、日本の俳優・画家。東京都出身。

## 出演

### 映画
- BE-BOP-HIGHSCHOOL（1994年、東映ビデオ） - 愛徳高校 加藤浩志
- 修羅がゆく シリーズ（1996年・1997年）
  - 修羅がゆく3 九州やくざ戦争（1996年） - 久須本組組員 富樫
  - 修羅がゆく5 広島代理戦争（1997年）- 神石組組員 ヒロキ
- モーニング刑事。抱いてHOLD ON ME!（1998年）
- なにわ忠臣蔵（1997年） - 磯部
- 借王6 ナニワ相場師伝説（1999年）- 瀬田
- 金曜日のレストラン
- カバーガール 深夜番組の天使たち（2000年） - 林ディレクター
- 修羅のみち1 関東vs関西 全面戦争勃発（2001年） - 女装ヒットマン
- 巨乳をビジネスにした男（2007年） - カメラマン

### Vシネマ
- 仕切り屋五郎（1995年） - 主演・乾五郎
- BE-BOP-HIGHSCHOOL Vシネマ第1期 全12作（1996年 - 1997年、東映ビデオ） - 愛徳高校 加藤浩志
- 日本極道史 仁義絶叫（1999年、原作：村上和彦） - 天馬大瀬組幹部 吉冨昭三
- 日本極道史 野望の軍団（1999年、原作：村上和彦）全4作 - 天龍会舎弟頭補佐 橋田洋介
- 銀鮫 銀座金融伝説（1999年） - 野坂（マツモトエンタープライズ代表 松本）
- 日本極道史 龍神三兄弟（2000年、原作：村上和彦）全2作 - 浅野組組員
- 縁切り闇稼業4 戦慄のカルト教団（2000年） - 刑事
- ウルトラマンガイア ガイアよ再び（2001年） - 横谷勝歳
- プチ美人の悲劇（2004年） - 真（バーテンダー）
- 極道の門6,7,8（2020年、原作：村上和彦） - 新宿 東竜会片山組若頭 正岡四郎

### テレビ
- ウルトラマンガイア（1998年、毎日放送・TBS） - 横谷勝歳
- モノクロームの反転（2005年、TBS） - 弓岡雄三
- 事件記者 浦上伸介6 会津・猪苗代湖〜赤べこ殺人事件〜（2008年4月9日、テレビ東京）
- 原宿ニャンニャン探偵局（2017-2018年、千葉テレビ）[1]
- GODドクター（2022年、千葉テレビ）[2]